# Llista de clubs d'atletisme del País Valencià
Llista de clubs d'atletisme del País Valencià afilats a la Federació d'Atletisme de la Comunitat Valenciana:
- CAA Les Nou
- CA Ajos-Xativa
- CA Albal
- CA Alberic
- CA Algemesí
- CA Alzira
- CA Amateurs Sports
- CA Barri de la Vila Ontinyent
- CA Bikila Valencia
- CAC Vasal 2002
- CA Cafeterias William SL
- CA Cames Llargues
- CA Campanar
- CA Canals
- CA Carnicas Serrano
- CA Carreras Populars L'Eliana
- CA Catarroja UE
- CAE Morvedre
- CA Els Coixos
- CA Els Sitges
- CA Fent Camí
- CA Font la Figuera
- CA Galapagos
- CA Godayla
- CA Guadassuar
- CA L'Espenta
- CA La Ribera
- CA La Valldigna
- CA L'Alcudia
- CA L'Eliana Llanera
- CA L'Olleria
- CA Malamarxa
- CA Ontinyent Interxaloc
- CA Passeta a Passet
- CA Peus Lleugers
- CA Puzol
- CA Quart de Poblet
- CA Riba-Roja
- CA Safor
- CA Samaruc
- CA Sedavi
- CA Silla - EME
- CA Sollana
- CA Sueca
- CA Torrent
- CA Tortuga
- CA Universidad Politecnica
- CA Utiel
- CA Vall D'Albaida
- CA Vila de Alaquas
- CA Xàtiva
- CA Xeresa
- CC La Rabosa
- CC Peus Quets
- Club Correr El Garbi
- CD Es Posible
- CE Anem Trotant Benimamet Federic
- CE Universitat de Valencia
- SD Correcaminos
- SD Poblats Maritims
- CA València Terra i Mar
- CA Baix Maestrat
- CA Castelló
- CA La Panderola
- CA La Vall D'Uixo
- CA Navajas
- CA Onda
- CA Running Castellon
- CA Vila Real
- CE Vinaros
- Uni. Atle. Castellonense
- CA Alcoy
- CA Apol-Ana
- CA Aspis
- CA Benacantil-Puerto de Alicante
- CA Benidorm
- CA Cametes
- CA Castalla
- CA Crevillente
- CA Dianium
- CA Dolores
- CA Elche Decathlon Kondy
- CA Gata
- CA Grumocs
- CA Horadada
- CAJA Elche
- CA L'Espardenya
- CA Llebeig de Xabia
- CA Marathon Crevillente H.B.
- CA Millennium de Torrevieja
- CA Mutxamiel
- CA Orihuela
- CA Petrer
- CA Piero Magli Record Sport
- CA Reebok
- CA Runnersworld Valencia FBR
- CA San Vicente
- CA Sant Joan
- CA Santa Pola
- CA Torrevieja
- CA Tossal-Silla Alacant
- Club Atletico Novelda
- CD Univ. Alicante
- CE Colivenc
- Club Natación de Petre